# NGC 288
NGC 288是在玉夫座的一個球狀星團。約翰·路易·埃米爾·德雷耳在1888年就描述了它的在視覺上的外觀。它位於星系NGC 253的東南方大約1.8°，銀南極的北北東方37'，一顆9等星南南東方15'，在西南側的恆星構成開放的半圓形，使用雙筒望遠鏡就可以看見。它沒有很集中，所以可以很容易分解出單獨的恆星。較密集的核心大小約3'，鬆散且不規則的外圍構成直徑大約9'的環狀，週邊的成員非常鬆散的向南方擴散，特別是西南方。

## 外部連結
- NGC 288 @ SEDS
- WikiSky上关于NGC 288的内容：DSS2, SDSS, GALEX, IRAS, 氢α, X射线, 天文照片, 天图, 文章和图片